# 쿵후 영화
쿵후 영화(중국어: 功夫片, 한어 병음: Gōngfu piàn, 월병: Gung1fu1pin3)는 무술 영화와 홍콩 액션 영화의 하위 장르로, 현대 시대를 배경으로 현실적인 무술을 특징으로 한다. 고대 중국을 기반으로 한 역사적 배경을 사용하는 관련 무술 장르인 무협에서 볼 수 있는 판타지 요소가 부족하다. 쿵푸 영화에서는 무협보다 검술이 덜 흔하며, 무장하지 않은 전투를 통해 싸운다.
쿵후 영화는 홍콩 영화와 수출된 서방 세계의 중요한 산물이다. 홍콩의 스튜디오는 무협과 쿵후 영화를 모두 제작한다.

## 역사

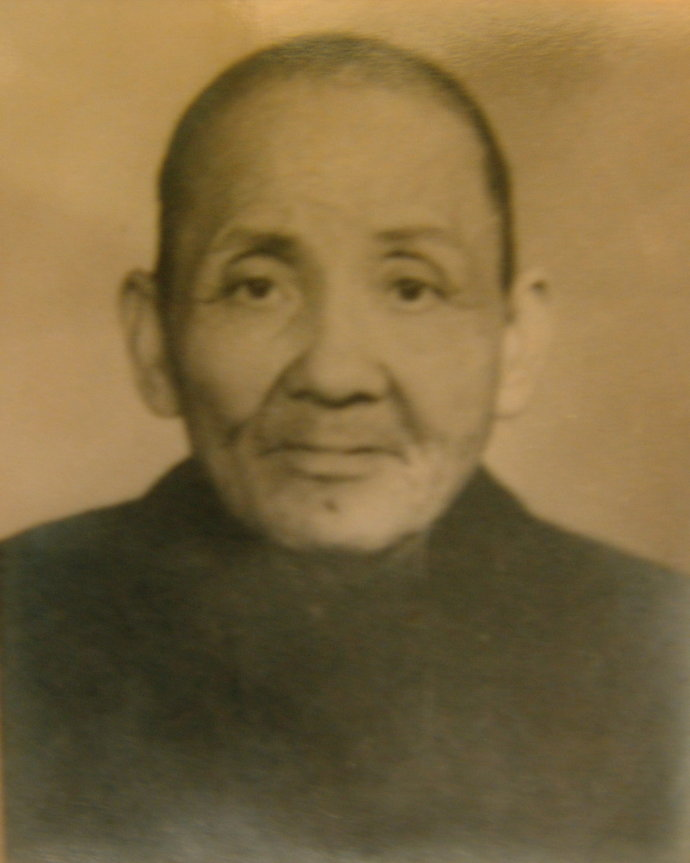
황페이훙

쿵후 장르는 홍콩에서 무협의 초자연적인 요소에 대한 반작용으로 탄생했다. 당시의 무협은 선과 귀신 판타지를 무협의 무술과 결합한 선귀무협이라고 불렸다. 무협 제작자들은 격투 장면에 애니메이션을 사용하는 것과 같은 특수 효과에 의존하여 더 많은 관객을 끌어들였다. 선귀무협의 인기는 저렴한 효과와 판타지 클리셰로 인해 시들해졌고, 쿵후 영화의 부흥을 위한 길을 열었다. 새로운 장르는 여전히 무협의 많은 특징을 공유했다. 쿵후 주인공들은 고대 중국 무협 소설의 협객인 유협처럼 기사도 정신의 본보기였다.
이 장르에서 가장 오래된 영화인 <방세옥의 모험>(1부: 方世玉打擂台; 2부: 方世玉二卷之胡惠乾打機房)은 민속 영웅 팡사이욱의 모험에 대한 1938~39년 2부작 영화이다. 이 영화의 현존하는 사본은 없다. 역사적인 광둥 무술가인 황페이훙의 삶을 극화한 일련의 영화는 이 장르의 또 다른 초기 선구자였다. 황 시리즈의 첫 두 영화는 우 팡이 감독하고 관더싱이 주연을 맡았으며 1949년에 개봉되었다. 황페이훙 영화의 주요 혁신은 초기 무협 영화와 달리 사실적인 싸움, 즉 '젠쿵푸'에 초점을 맞춘 것이었다. 싸움은 여전히 안무되었지만, 더 믿을 수 있도록 설계되었다. 이연걸은 1990년대에 이 시리즈의 부활작인 서극의 황비홍 (1991년 영화)에서 황 역을, 그리고 영화 방세옥에서는 방 역을 맡았다.

### 1970년대의 부흥

이소룡과 엽문

쿵후 장르는 1970년대에 홍콩의 경제 호황과 함께 정점에 달했다. 이는 1950년대와 1960년대 내내 홍콩에서 유행했던 신파 무협 영화의 인기를 추월했다. 무협은 1950년대 신문 연재소설에서 부활하여 1960년대에 영화관으로 인기가 확산되었다. 이는 황페이훙의 쿵후 드라마를 대체하고 전통적인 무협 영화의 초자연적인 테마를 되살렸다. 쇼브라더스, 오렌지 스카이 골든 하베스트, 시즈널 필름 스튜디오 간의 경쟁은 홍콩 영화 산업에서 쿵후 영화의 성장을 촉진했다. 왕우가 감독한 <차이니즈 복서>(1970)와 장철이 감독한 <복수>(1970)는 부활한 쿵후 장르의 첫 영화들이었다.
새로운 쿵후 영화의 물결은 1971년 이소룡의 첫 장편 영화인 당산대형의 재정적 성공 이후 국제 관객에게 도달했다. 이소룡은 어린 시절 대부분을 홍콩에서 보냈고, 그곳에서 영춘권 무술을 배우고 어린이 배우로 활동했다. 그는 자신이 태어난 미국으로 떠나 고등학생으로서 무술 훈련을 계속했다. 미국에서 그는 영춘권에서 영감을 받은 무술 스타일인 절권도를 만들었고, 할리우드에서 잠시 영화 및 텔레비전 배우로 일했다.
그는 홍콩으로 돌아와 <당산대형>에서 그의 돌파구를 마련한 역할을 했고, 이어서 다섯 편의 영화를 더 찍었다. 이소룡의 영화들은 무술 영화에 실제 무술가를 배우로 고용하는 경향을 시작했다. 쿵후 영화는 국제적으로 성공했으며, 서방에서 쿵후 열풍이 불었다. 그의 영화의 반제국주의적 주제는 소외감을 느끼는 집단에게 넓은 호소력을 가졌으며, 동남아시아와 미국 도시의 아프리카계 미국인 및 아시아계 미국인 공동체에서의 그의 인기에 기여했다. 관객들은 편견, 사회적 불평등, 인종 차별에 맞서 싸우고 극복하는 소수자로서의 이소룡의 역할에 공감했다.

#### 쿵후 코미디

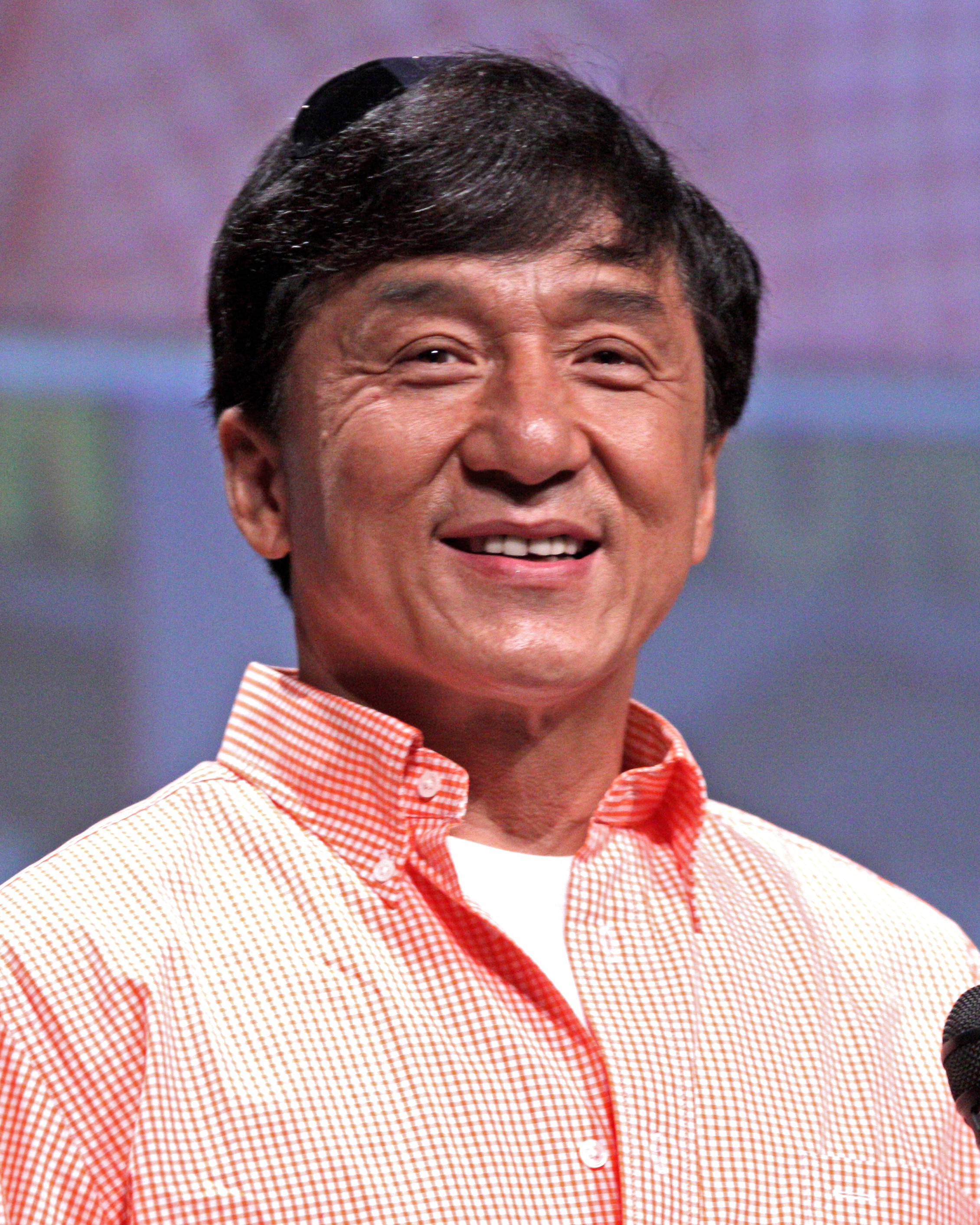
성룡

이 장르는 1973년 이소룡의 갑작스러운 죽음 이후 쇠퇴했다. 같은 해, 1973년–74년 주식 시장 폭락으로 홍콩은 경기 침체에 빠졌다. 경기 침체 동안 홍콩 관객들은 코미디와 풍자를 선호하게 되었다. 1970년대 후반에는 쿵후 영화의 무술과 광둥 풍자의 코미디를 결합한 새로운 장르인 쿵후 코미디가 등장했다. 유가량, 원화평, 홍금보의 영화들이 이러한 경향을 따랐다. 원화평의 1978년 영화 취권 (영화)은 주연 배우인 성룡을 홍콩의 주요 영화 스타로 변모시킨 재정적 성공을 거두었다.
슬랩스틱 코미디와 무술의 혼합은 쿵후 장르에 활력을 불어넣었다. 성룡은 이소룡 사망 이후 홍콩에서 등장한 첫 중요한 액션히어로이자 무술가였다. 성룡과 홍금보의 영화는 홍콩 스튜디오 시스템에서 스턴트맨과 엑스트라로 활동하기 전에 둘 다 훈련받았던 경극의 기술을 통합했다. 그들은 우점원이 운영하는 경극 학교인 차이나 드라마 아카데미 학생이었으며, 이 학교는 베이징의 전투와 춤 요소를 광둥극으로 가져왔다. 경극의 영향을 받은 쿵후 코미디의 무술은 전통적인 쿵후 영화보다 더 유연하고 곡예적이었다. 1980년대에 성룡과 홍금보는 도시 환경을 배경으로 한 쿵후 영화로 전환했다.

### 현대 쿵후 영화
쿵후 장르의 사실주의는 산업에서 컴퓨터 생성 이미지 (CGI)의 광범위한 사용으로 흐려졌다. 기술은 무술 훈련을 받지 않은 배우도 쿵후 영화에 출연할 수 있게 만들었다. 무협 영화는 최근 몇 년간 리안과 장이머우의 영화로 부흥을 경험했다. 쿵후 코미디는 홍콩 영화의 인기 있는 장르로 남아 있으며, 주성치의 쿵후 영화들은 박스오피스 히트작이었다. 그의 2001년 영화 소림축구는 CGI를 사용하여 변형된 쿵후를 스포츠 및 코미디 장르와 결합했다. 주성치의 2004년 영화 쿵푸 허슬은 무술 감독 홍금보와 원화평이 안무했으며, 쿵후와 코미디를 유사하게 혼합하여 국제적인 성공을 거두었다. 이연걸의 황비홍 2에서 1990년대 초에 등장한 견자단은 현재 홍콩에서 가장 많은 출연료를 받는 배우로, 엽문 삼부작과 정무문: 100대 1의 전설과 같이 국제적인 인정을 받는 여러 영화에 출연했다.

## 글로벌 영향
경쟁 관계에 있던 쇼브라더스와 오렌지 스카이 골든 하베스트 스튜디오는 1970년대에 미국과 유럽에 더빙된 쿵후 영화를 개봉하며 서구 시장에 진출했다. 당산대형과 죽음의 다섯 손가락과 같은 영화들은 서구에서 박스오피스 성공을 거두었다. 1980년대와 1990년대에는 미국 영화가 홍콩 영화의 무술 영향을 흡수했다. 더 워쇼스키스가 감독한 매트릭스는 무술 감독 원화평이 안무했다. 성룡과 이연걸과 같은 무술 스타들은 미국 영화에 출연하기 위해 홍콩을 떠났지만, 가끔 홍콩으로 돌아오기도 했다.

## 주목할 만한 배우
- 왕우 (1943–2022)
- 장다웨이 (1947년 출생)
- 뤄례 (1939–2002)
- 류자후이 (1955년 출생)
- 유가량 (1934–2013)
- 푸성 (1954–1983)
- 웡유 (1955–2008)
- 이하이성 (1941년 출생)
- 치관쥔 (1949년 출생)
- 디룽 (1946년 출생)
- 조니 왕 (1949년 출생)
- 루오망 (1952년 출생)
- 장생 (1951–1991)
- 친슈하오 (1963년 출생)
- 이소룡 (1940–1973)
- 전준 (1942년 출생)
- 유영 (1952년) (1952년 출생)
- 린정잉 (1947–1997)
- 성룡 (1954년 출생)
- 홍금보 (1952년 출생)
- 원표 (1957년 출생)
- 안젤라 마오 (1950년 출생)
- 후이잉훙 (1960년 출생)
- 천관타이 (1945년 출생)
- 켄 로 (1957년 출생)
- 신시아 로즈록 (1957년 출생)
- 견자단 (1963년 출생)
- 우징 (1974년 출생)
- 오시마 유카리 (1963년 출생)

## 내용주 및 각주

### 인용
1. ↑  Teo 2009, p. 6
2. ↑  Teo 2009, p. 5
3. ↑  Teo 2009, p. 5
4. ↑  Teo 2010, p. 104
5. ↑  Teo 2009, p. 58
6. ↑  Teo 2009, p. 59
7. ↑  Teo 2009, p. 59
8. ↑  Teo 2009, p. 58
9. ↑  Teo 2009, p. 60
10. ↑  Teo 2009, p. 70
11. ↑  Teo 2009, p. 60
12. ↑  Li 1996, p. 708
13. ↑  Teo 2009, p. 70
14. ↑  Teo 2009, p. 87
15. ↑  Teo 2009, p. 86
16. ↑  Szeto 2011, p. 26
17. ↑  Teo 2009, p. 78
18. ↑  Szeto 2011, p. 25
19. ↑  Szeto 2011, p. 25
20. ↑  Li 1996, p. 708
21. ↑  Teo 2009, p. 75
22. ↑  Li 1996, p. 708
23. ↑  Szeto 2011, p. 26
24. ↑  Teo 2009, p. 77
25. ↑  Szeto 2011, p. 27
26. ↑  Szeto 2011, p. 28
27. ↑  Li 1996, p. 708
28. ↑  Li 1996, pp. 708–709
29. ↑  Li 1996, p. 709
30. ↑  Li 1996, p. 709
31. ↑  Li 1996, p. 709
32. ↑  Szeto 2011, p. 28
33. ↑  Szeto 2011, p. 29
34. ↑  Li 1996, p. 709
35. ↑  Szeto 2011, p. 29
36. ↑  Szeto 2011, pp. 29–30
37. ↑  Li 1996, pp. 710–711
38. ↑  Teo 2010, p. 104
39. ↑  Teo 2010, p. 109
40. ↑  Klein 2010, p. 193
41. ↑  Klein 2010, pp. 193–194
42. ↑  Teo 2009, p. 77
43. ↑  Szeto 2011, p. 25
44. ↑  Teo 2009, p. 159

### 참고 문헌
- Li, Cheuk-To (1996). 《The Oxford History of World Cinema》. Oxford University Press. ISBN 978-0-19-811257-0.
- Klein, Christina (2008). 《Kung Fu Hustle: Transnational production and the global Chinese-language film》. 《Journal of Chinese Cinemas》 1. 189–208쪽. doi:10.1386/jcc.1.3.189_1. S2CID 191495247.
- Szeto, Kin-Yan (2011). 《The Martial Arts Cinema of the Chinese Diaspora: Ang Lee, John Woo, and Jackie Chan in Hollywood》. Southern Illinois University Press. ISBN 978-0-8093-8620-8.
- Teo, Stephen (2010). 《Art, Politics, and Commerce in Chinese Cinema》. Hong Kong University Press. ISBN 978-962-209-176-4.
- Teo, Stephen (2009). 《Chinese Martial Arts Cinema: The Wuxia Tradition》. Edinburgh University Press. ISBN 978-0-7486-3286-2.